# Pancířové ze Smojna

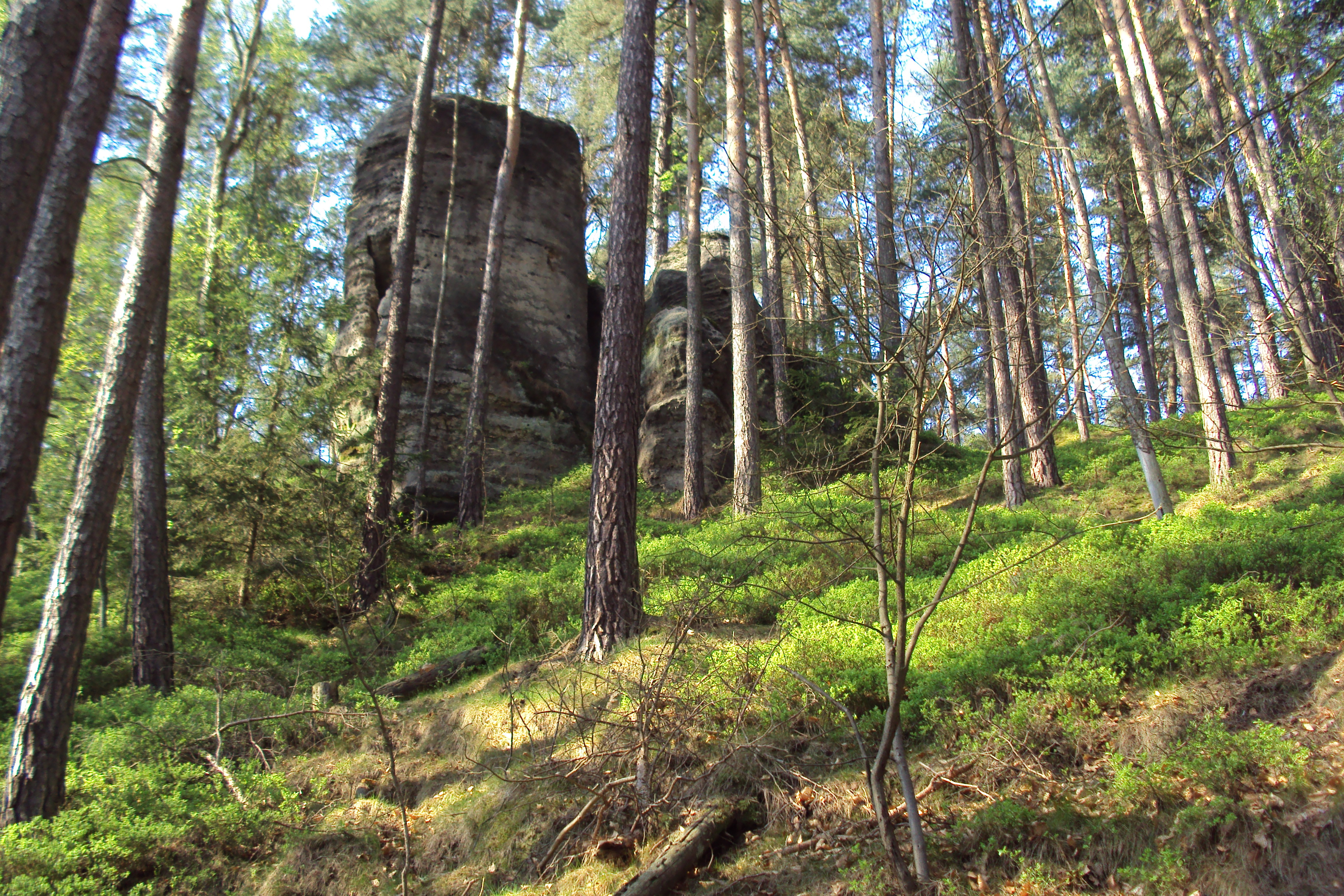
Velenická tvrz byla možná prvním sídlem rodu

Pancířové ze Smojna byl nižší šlechtický rod z oblasti Českolipska na severu Čech, v jehož řadách bylo i několik loupeživých rytířů. Tento rod se objevuje v období 13.–15. století.

## Historie

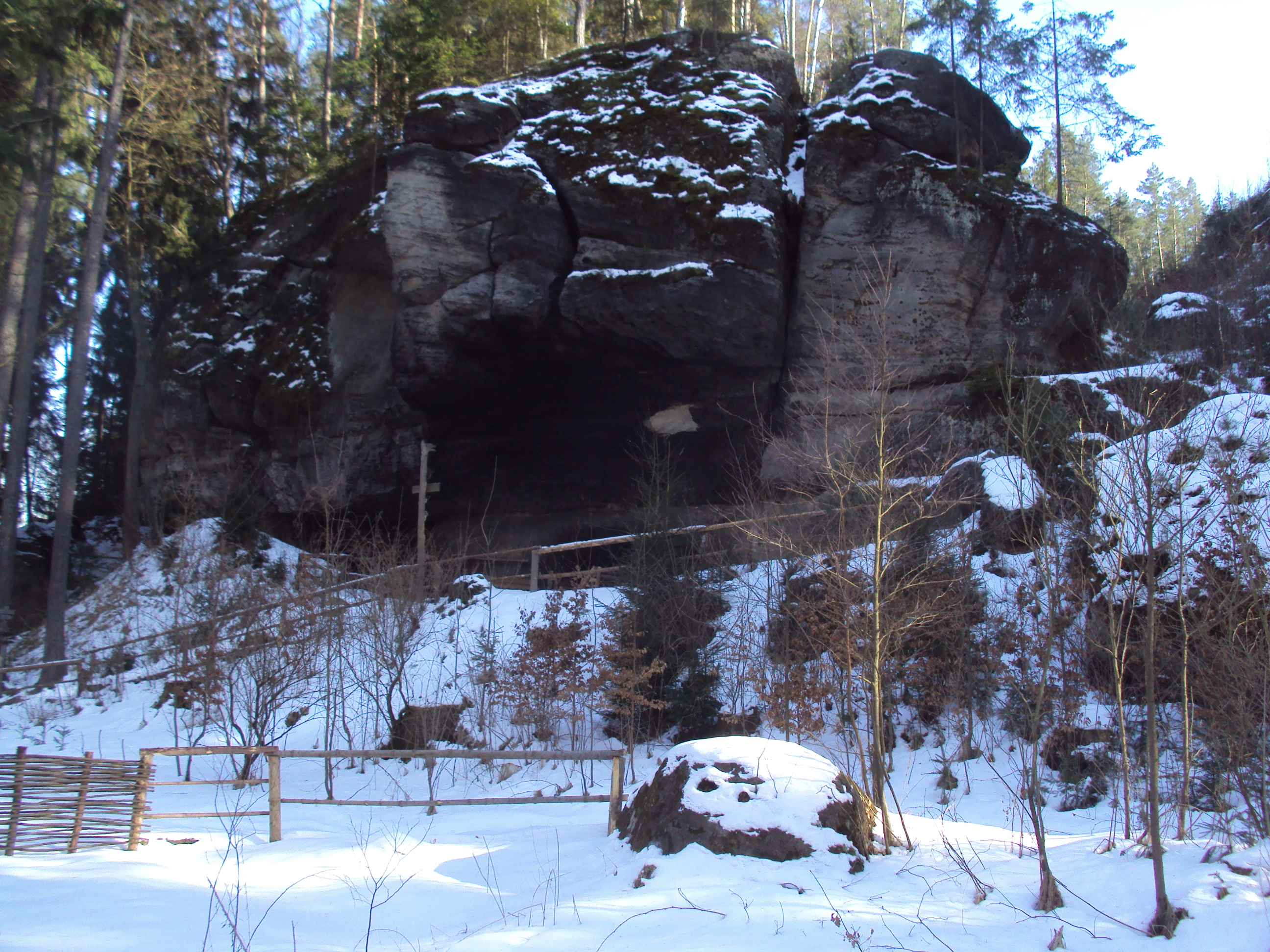
Zde stál hrádek Výrov (Vejrov) u Svitavy, patřící Pancířům

Kde se nacházelo Smojno, od něhož se odvíjela historie rodu Pánů ze Smojna, není dosud přesně známo. Je možné, že se tak nazývalo jejich sídlo (není zřejmé, zda se jednalo o tvrz nebo hrad) u Velenic, nebo ve 3 km vzdálených Zákupech ještě předtím, než zde byl založen zámek. Ve Velenicích jsou zbytky hrádku, který možná oním sídlem byl.  Vladykové Pancířové ze Smojna byli zřejmě vazaly - many rodu Vartenberků, pánů z Lipé , či Berků z Dubé.

## Fridman ze Smojna
Prvním známým příslušníkem rodu byl jednooký bojovník Fridman ze Smojna. V roce 1296 je uváděn v listině, kde se Hynek z Dubé mu zavazuje zaplatit 62 marek stříbra. Další zpráva z roku 1306 jej označuje jako narušitele zemského míru. Při korunovaci krále Jana Lucemburského v roce 1311 byl pasován na rytíře. O čtyři roky později je jakožto rytíř Fridman ze Zákup svědkem na jedné z listin Jindřicha z Lipé.Zřejmě právě on nechal založit svým lokátorem u Svitávky osadu, která se stala základem dnešních Zákup a na protější čedičové skále opevněné sídlo i s kostelem svaté Panny Marie. Na tomto místě dnes stojí zákupský zámek. Opodál dal vzniknou další osadě Richinstadt, s níž Česká Ves časem splynula. Kolem roku 1320 Fridman zemřel a majetek převzal jeho syn, také Fridman.
Rodina časem zchudla a z některých mužů se stali lapkové a potom byl zván loupeživým celý rod Pancířů. Mnozí z nich byli zapsání v seznamech dlužníků, ale také jako vlastníci mnoha vsí v severních Čechách.
Tvrz a vesnici Kunratice u Cvikova měl v roce 1358 v držení Hanuš Pancíř ze Smojna, v roce 1391 již patřily rodu Berků z Dubé.
V roce 1363 je připomínán Ondřej ze Smojna jako patron zákupského kostela společně s Václavem z Vartenburka a znovu je v Zákupech a Velenicích zmiňován v roce 1388 jako Pancierz de Zakup alias de Göczendorf. 
Domnívám se, že zde došlo ke sloučení dvou osob do jedné díky shodě jmen. Fridman z listin z roku 1296 a 1306 nemohl být tím Fridmanem, který byl 7. února 1311 při příležitosti korunovace Jana Lucemburského českým králem pasován tímto na rytíře, když byl jedním ze dvou "jinochů" (tím druhým byl syn Bohuslava z Boru, Smil z Krasíkova), kteří drželi nad králem korunu, viz Kronika zbraslavská. Fridman starší - otec - zemřel r. 1320, majetku se ujal Fridman mladší - syn - ten, který byl pasován na rytíře.

## Mikuláš Pancíř

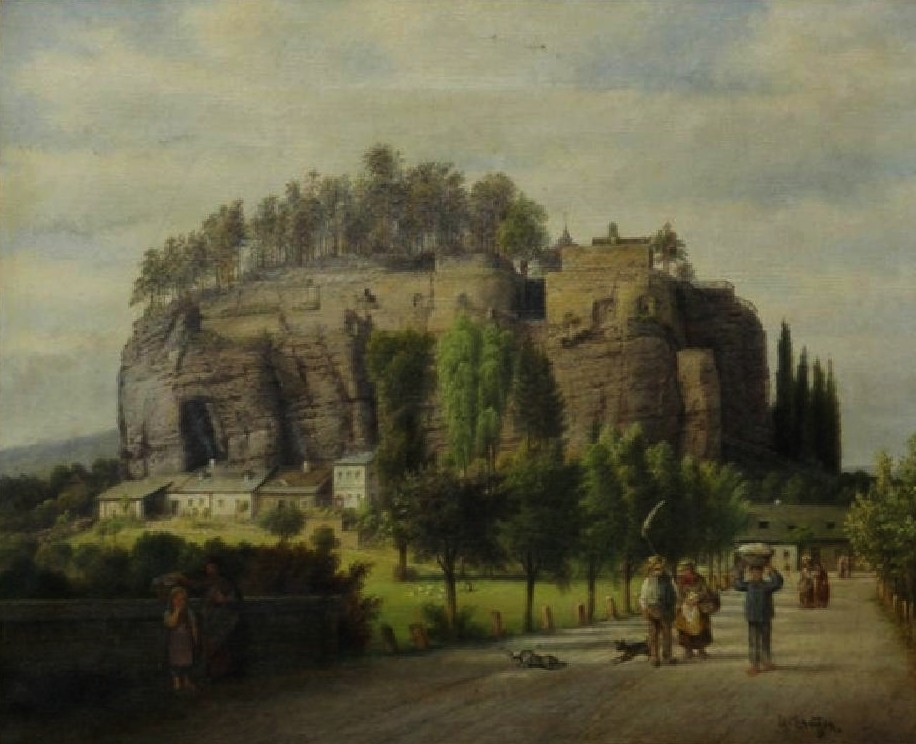
Eduard Steffen: skalní hrad Sloup v 19. století

Další známou postavou rodu byl Mikeš, či také uváděn jako Mikuláš Pancíř, který byl loupeživým rytířem. Byl aktivním účastníkem vojenských výprav z let 1429–1430, kradl dokonce i stáda krav v Lužici, je zaznamenána jeho loupeživá výprava do Lužice ve spojenectví s Janem z Vartenberka roku 1444. Byl spojen i s Čeňkem Berkou z Dubé, pánem na Jestřebí. Od roku 1427 žil nedalekém skalním hradu Sloup a loupeživé výpravy po okolí a do Saska podnikal z něj. V roce 1445 mu žitavské vojsko při odvetné výpravě řadu sídel zničilo a také jej zajalo. On slib daný vojsku brzy porušil, hrad i loupeživé výpravy v roce 1448 obnovil. Zachovaly se pověsti o tomto loupeživém rytíři, že byl sťat v Doksech, či jiná, že byl sněden myšmi v obilnici na Myším ostrůvku uprostřed Máchova jezera. V Sloupu byli po roce 1455 jeho synové Jan a Frydman ze Smojna, od nich ho získali roku 1471 Berkové z Dubé.

## Další členové rodu

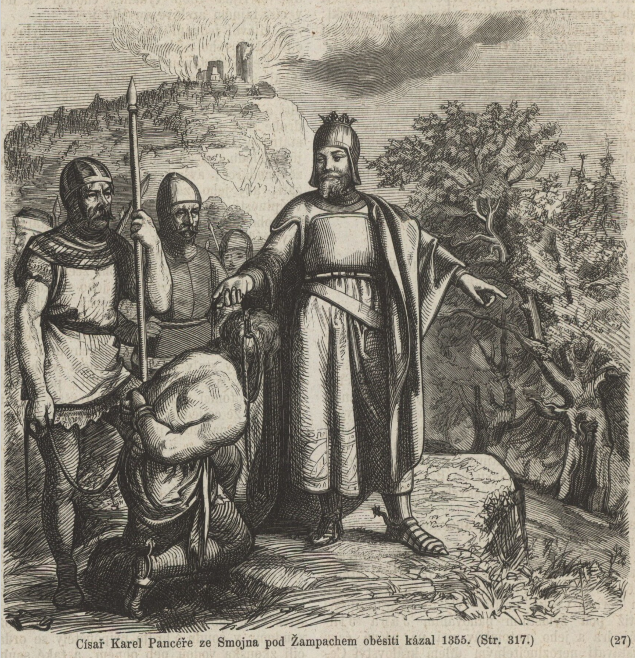
Poprava Jana Pancíře ze Smojna z rozkazu Karla IV. (Česko-moravská kronika, 1868)

Známým loupežníkem byl Jan, řečený Pancíř, kterého podle pověsti dal král Karel IV. po dobytí hradu Žampachu oběsit na zlatém řetěze, který mu sám za záchranu života daroval.
Také další zprávy o příslušnících rodu jsou útržkovité, známé jen z kupních smluv.
Z roku 1379 pochází zpráva o zakoupení Vlastibořic u Českého Dubu Hanušem Pancířem ze Smojna. V roce 1394 je doložen Mikuláš Kokotek z Pěnčína z rodu Pancířů Smojenských jako držitel tvrze v Chocnějovicích. 
Kolem roku 1450 je připomínán Sigmund ze Smojna, jehož synové se nazývali Seletičtí ze Smojna poté, kteří získali tvrz a statek Samšinu (Dymokury na Bydžovsku). Z roku 1573 se zachovala listina, že Jindřich Seletický ze Smojna a na Dymokurech prodal Dymokury.